# Catedral de Salamanca
|  | Per a altres significats, vegeu «Catedral Antiga de Salamanca». |

 La Catedral de Salamanca, Catedral de la Asunción de la Virgen, dita popularment Catedral Nueva, és una de les dues catedrals de la ciutat de Salamanca, a Espanya, junt a la catedral vella. És la seu de la Diòcesi de Salamanca. Va ser bastida entre els segles xvi i xviii mesclant els estils gòtic tardà, renaixentista i barroc. Té un campanar de 110 metres que és el segon més alt entre les catedrals espanyoles. El 1887 el temple va ser declarat Monument Nacional.

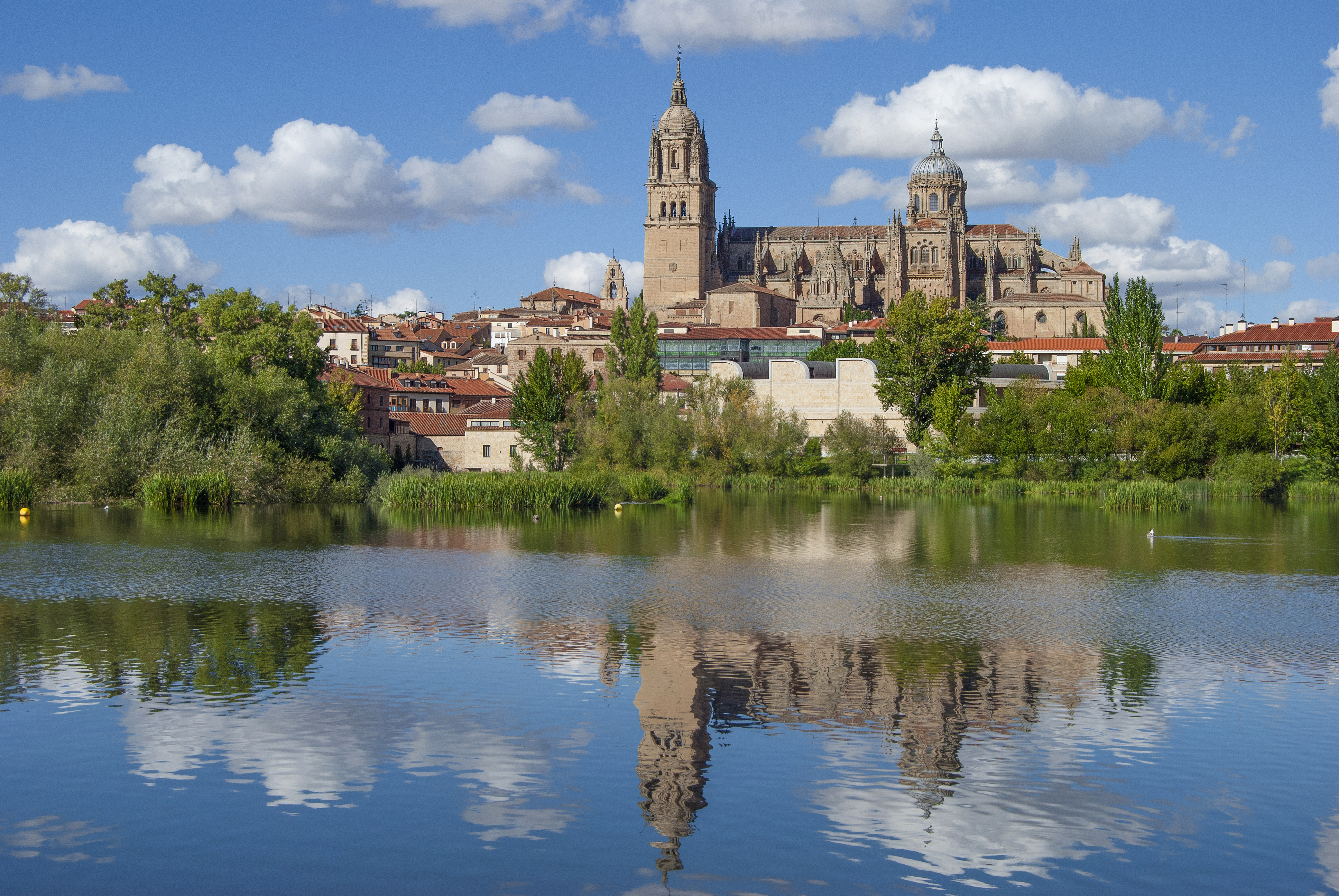
Les dues catedrals de Salamanca vistes des del riu Tormes

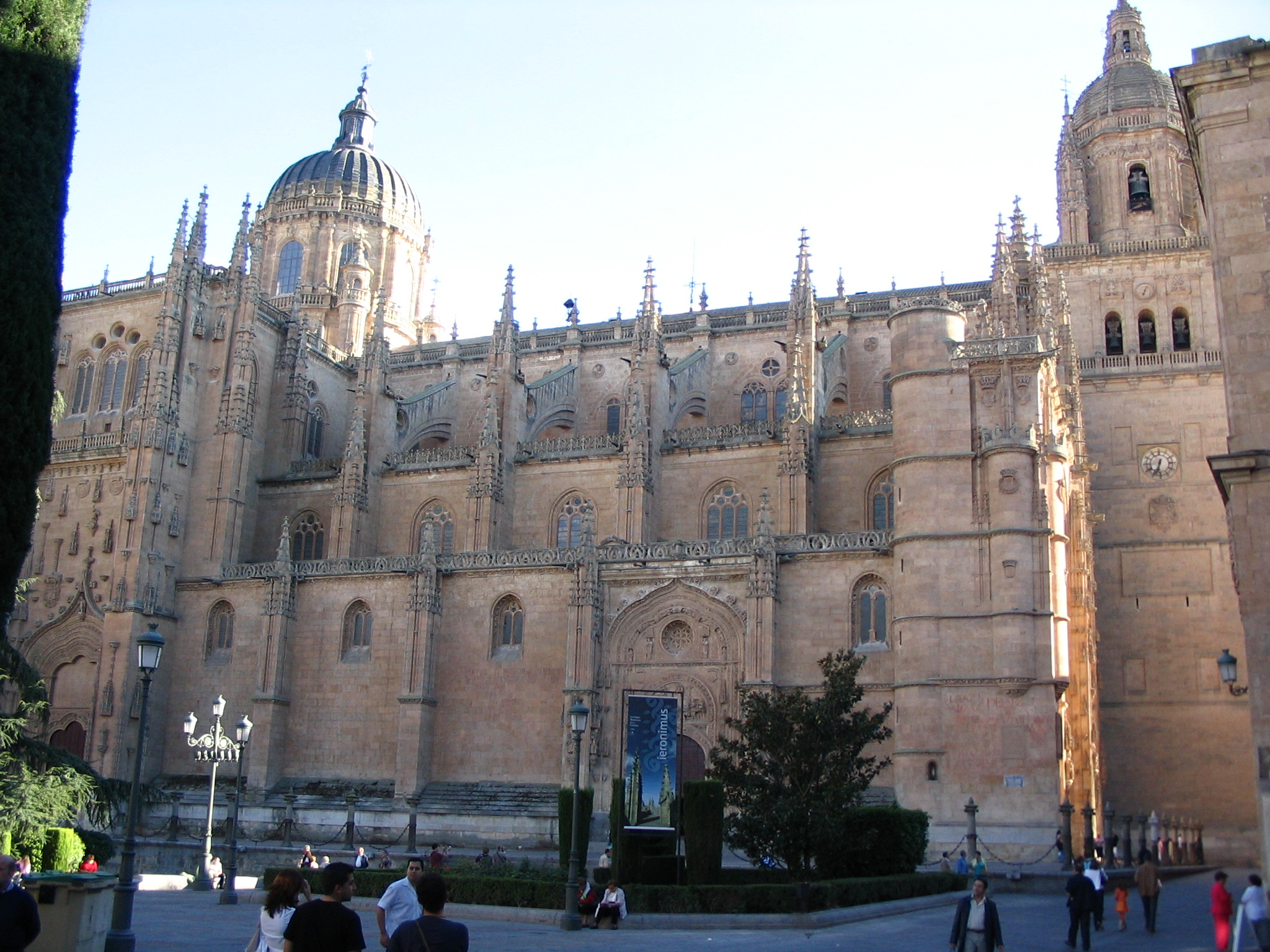
Façana de la Puerta de Ramos de la Catedral Nova, des de la plaça de Anaya

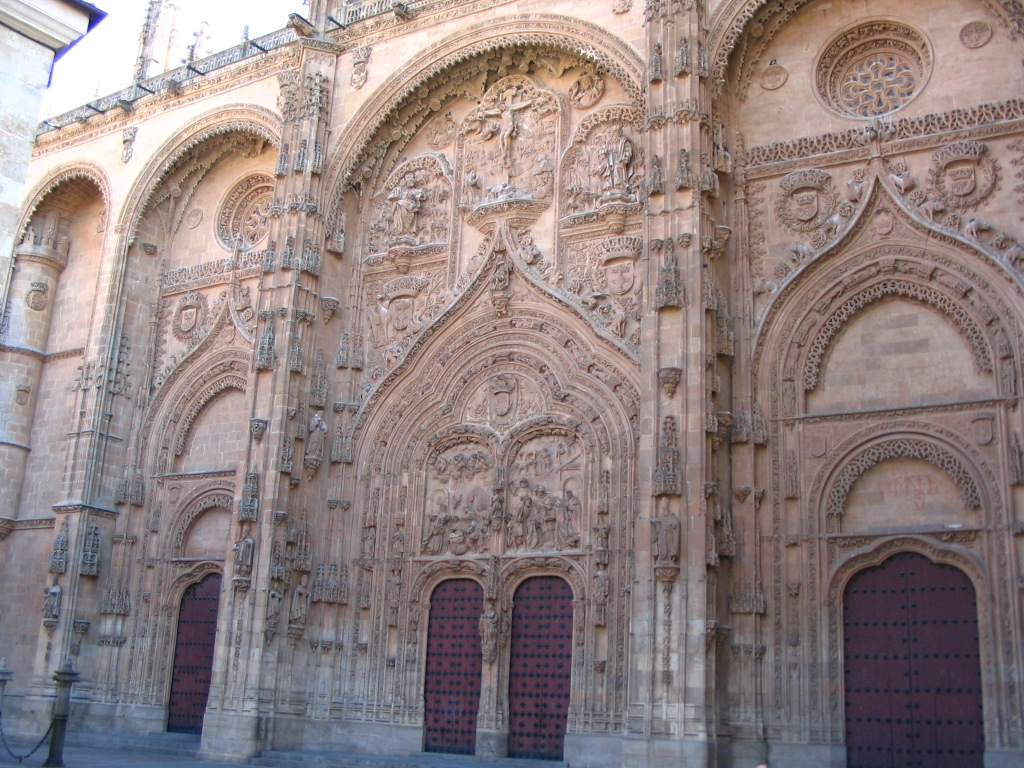
Façana principal de la Catedral Nova, des del carrer del Cardenal Pla i Deniel

La idea de construir una catedral nova sorgeix al segle xv per l'augment demogràfic de Salamanca degut a la seva universitat. Es va projectar que fos paral·lela a la catedral Vella. La primera pedra es va posar l'any 1512 Les obres acabaren el 1733. Té planta rectangular, amb tres naus i dues més de capelles. Pels efectes del Terratrèmol de Lisboa de 1755, es va haver de refer la seva cúpula i reforçar el campanar.

Interior de la catedral